# جان جورج كاستنر
جان جورج كاستنر (بالفرنسية: Jean-Georges Kastner)‏ هو ملحن فرنسي، ولد في 9 مارس 1810 في ستراسبورغ في فرنسا، وتوفي في 19 ديسمبر 1867 في باريس في فرنسا.

## وصلات خارجية
- جان جورج كاستنر على موقع ميوزك برينز (الإنجليزية)